# Curvatura de Gauss

Tres superficies con curvatura gaussiana negativa (izquierda), cero (centro) y positiva (derecha).

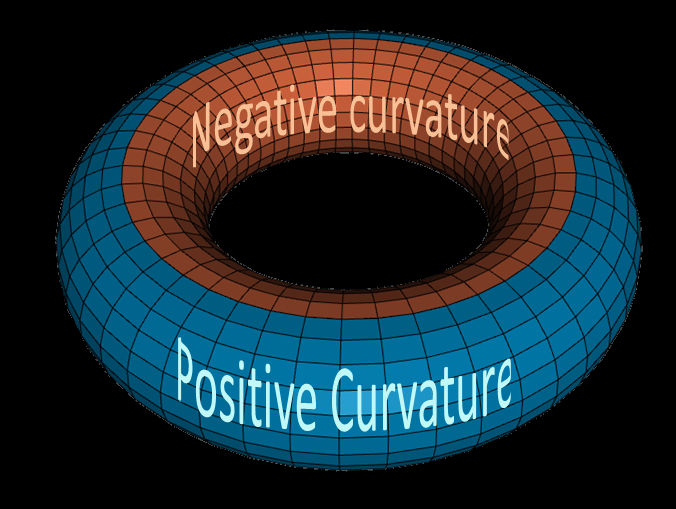
Los puntos de la cara interior del toro tienen curvatura gaussiana negativa, mientras que los de la cara exterior la tienen positiva. Los puntos entre las dos caras tienen curvatura nula.

En geometría diferencial, la curvatura gaussiana en un punto {\displaystyle p} de una superficie parametrizada es un número real {\displaystyle K(p)} es el producto de las dos curvaturas principales en ese punto. 
Por ejemplo, una esfera de radio {\displaystyle r} tiene curvatura gaussiana {\displaystyle 1/r^{2}} en todos sus puntos; cuanto mayor sea el radio, menor es la curvatura. Un plano o un cilindro tienen curvatura gaussiana nula. La curvatura también puede ser negativo, como lo es por ejemplo en un hiperboloide o en la cara interior de un toro. 
Nótese que la curvatura puede cambiar de punto a punto de la superficie; en un toro, los puntos de la cara interior y exterior tienen incluso signos distintos (ver imagen a la derecha). Sin embargo, hay superficies, como las esferas, el plano o el cilindro, donde la curvatura gaussiana es constante en todos los puntos.
La curvatura gaussiana es una medida intrínseca de la curvatura de la superficie, en el sentido de que podría ser medida por un ser que viviera confinado en la superficie y sólo pudiera medir distancias contenidas en esta. En particular, dos superficies que sean isométricas, es decir, que se puedan transformar la una en la otra sin alterar las distancias internas entre sus puntos, tienen que tener necesariamente la misma curvatura gaussiana. Esto es el contenido del Theorema egregium de Gauss. Una aplicación del teorema es que no se puede hacer un mapa de la Tierra que respete todas las distancias, pues ello sería una isometría entre ambas superficies, pero el plano y la esfera tienen curvaturas gaussianas distintas en todos sus puntos (0 y {\displaystyle 1/r^{2}}, con {\displaystyle r} el radio de la esfera, respectivamente, como hemos dicho más arriba).

## Definición informal

Superficie con planos normales en las direcciones de las curvaturas principales.

En cualquier punto de una superficie se puede encontrar un vector normal a esta, es decir, un vector que forme ángulos rectos con la superficie en ese punto. Los planos que contienen el vector normal a un punto se llaman planos normales a ese punto (ver ilustración a la derecha). La intersección de estos planos con la superficie formará curvas que pasan por el punto considerado, llamadas secciones normales. La curvaturas de esas curvas, con signo positivo o negativo según si curvan en dirección del vector normal o no, se llaman curvaturas normales en ese punto. En la mayoría de puntos de la mayoría de superficies "suaves" las distintas secciones darán lugar a curvas con curvaturas distintas. La mayor y la menor curvatura de las secciones encontradas se llaman curvaturas principales, y las denotamos {\displaystyle \kappa _{1}(p),\kappa _{2}(p)}, donde {\displaystyle p} es el punto considerado en la superficie. La curvatura gaussiana es el producto de estas dos curvaturas: {\displaystyle K(p)=\kappa _{1}(p)\kappa _{2}(p)}.

### Clasificación de puntos según su curvatura gaussiana
Los distintos signos que puede tomar la curvatura gaussiana se pueden detectar visualmente:
- Si la curvatura gaussiana es positiva, quiere decir que las dos curvaturas principales tienen el mismo signo. Por tanto, como son las curvaturas normales máxima y mínima, todas las curvaturas normales tienen el mismo signo. Esto significa que todas las secciones normales "curvan hacia el mismo lado del vector normal en el punto considerado". Visualmente, la superficie tiene forma de cúpula alrededor del punto. Estos puntos se llaman puntos elípticos. Los puntos de las esferas, elipsoides y del exterior de un toro, por ejemplo, son elípticos.
- Si la curvatura gaussiana es negativa, quiere decir que las dos curvaturas principales tienen signo contrario. Por tanto, hay dos secciones normales que "curvan hacia lados opuestos del vector normal en el punto considerado". Visualmente, la superficie tiene forma de silla de montar alrededor del punto. Estos puntos se llaman puntos hiperbólicos. Los puntos de un hiperboloide o los del interior de un toro, por ejemplo, son hiperbólicos.
- Si la curvatura gaussiana es nula, decimos que el punto es parabólico.

## Definición formal
Consideremos una superficie {\displaystyle S\subseteq \mathbb {R} ^{3}} parametrizada por una aplicación suficientemente diferenciable {\displaystyle \sigma \colon U\subseteq \mathbb {R} ^{2}\to S\subseteq \mathbb {R} ^{3}}. Supondremos que la superficie es regular, es decir, que los vectores tangentes a la superficie {\displaystyle \sigma _{u}(u,v):={\frac {\partial \sigma }{\partial u}}(u,v)} y {\displaystyle \sigma _{v}(u,v):={\frac {\partial \sigma }{\partial v}}(u,v)} son linealmente independientes en cada punto de la superficie. Esto nos permite considerar un vector unitario normal a la superficie en cada punto {\displaystyle p=\sigma (u,v)\in S}, que podemos calcular como {\displaystyle n(u,v)={\frac {\sigma _{u}(u,v)\times \sigma _{v}(u,v)}{\Vert \sigma _{u}(u,v)\times \sigma _{v}(u,v)\Vert }}} (estamos usando la regularidad de la superficie para poder dividir por la norma).
Ahora podemos calcular la matriz jacobiana de la aplicación {\displaystyle n} en el punto {\displaystyle (u,v)}, que denotamos como {\displaystyle Dn(u,v)}, y considerar, para cada vector {\displaystyle {\tilde {w}}\in T_{p}S} en el plano tangente a {\displaystyle S} en el punto {\displaystyle p=\sigma (u,v)}, un vector {\displaystyle w\in \mathbb {R} ^{2}} de manera que {\displaystyle {\tilde {w}}=D\sigma (u,v)\cdot w}. Moverse en dirección {\displaystyle w} desde {\displaystyle (u,v)} en {\displaystyle U} representa moverse en dirección {\displaystyle {\tilde {w}}} desde {\displaystyle p} en {\displaystyle S}. Así pues, podemos preguntarnos "cómo cambia el vector normal en {\displaystyle p} cuando nos movemos en dirección {\displaystyle {\tilde {w}}}", y podremos calcularlo como la derivada direccional de {\displaystyle n(u,v)} en dirección {\displaystyle w} o, lo que es lo mismo, {\displaystyle Dn(u,v)\cdot w}. 
Consideremos pues la aplicación {\displaystyle s_{p}\colon T_{p}S\to T_{p}S} dada por {\displaystyle s_{p}({\tilde {w}})=-Dn(u,v)\cdot w}. Lo podemos entender como "en qué dirección cambia el vector normal en {\displaystyle p} cuando nos movemos en dirección {\displaystyle {\tilde {w}}} (y luego le cambiamos el signo por motivos que no son relevantes para esta discusión)". Es fácil comprobar que la aplicación {\displaystyle s_{p}\colon T_{p}S\to T_{p}S} (llamada aplicación de Weingarten) está bien definida, es lineal y es autoadjunta. El teorema espectral nos permite pues afirmar que tiene dos valores propios, a los que llamaremos {\displaystyle \kappa _{1}(p)} y {\displaystyle \kappa _{2}(p)}, las curvaturas principales en el punto {\displaystyle p}.
Definimos entonces la curvatura gaussiana de la superficie en el punto {\displaystyle p} como el producto de las dos curvaturas principales en {\displaystyle p}. Como las curvaturas principales son los valores propios de la aplicación {\displaystyle s_{p}}, su producto coincide con el determinante de {\displaystyle s_{p}}, y esto nos da otra definición de la curvatura gaussiana: {\displaystyle K(p)=\det(s_{p})}.